# جيمس ثورنتون (اقتصادي)
جيمس ثورنتون (بالإنجليزية: James Thornton)‏ هو اقتصادي أمريكي، ولد في 1955.